# Symphytognatha tacaca
Espèce
Symphytognatha tacaca est une espèce d'araignées aranéomorphes de la famille des Symphytognathidae.

## Distribution
Cette espèce est endémique du Pará au Brésil,. Elle se rencontre vers Melgaço.

## Description
Le mâle holotype mesure 0,84 mm.

## Publication originale
- Brescovit, Álvares & Lopes, 2004 : Two new species of Symphytognatha Hickman (Araneae, Symphytognathidae) from Brazil. Revista Ibérica de Aracnología, vol. 10, no , p. 75-80 (texte intégral).